# 118 Tauri
118 Tauri är en misstänkt variabel i Oxens stjärnbild.
118 Tau har visuell magnitud +5,47 utan någon fastställd amplitud eller periodicitet.